# Radio LV12
La Radio LV12-Independencia es una estación de radio que transmite desde San Miguel de Tucumán, Tucumán, Argentina. Fue fundada en 1937 por Alberto García Hamilton, como Radio Aconquija LV12.

## Historia
La emisora radial comenzó a funcionar el 15 de noviembre de 1937 por Alberto García Hamilton, dueño y fundador del Diario La Gaceta, junto a Enrique García Hamilton y Juan Carlos Guyot. En su primera emisión, habló el locutor Rodolfo Vulej Dabuss y posteriormente se escuchó a la folclorista Ana Schneider de Cabrera. Originalmente funcionaba sobre calle Mendoza, trasladándose a su propio edificio en Calle Rivadavia 120 el 3 de enero de 1941.
En este estudio, la radio se extendió por todo el Noroeste Argentino, partes de Bolivia, Chile y Paraguay y el Litoral, al contar con modernos equipos, un servicio de noticieros brindado por La Gaceta, conjunto de locutores y programación musical. Además, la sede de la radio contaba con una biblioteca pública. En este periodo el conjunto folclórico de la emisora fue dirigido por los reconocidos artistas Atahualpa Yupanqui y Adolfo Ábalos. Asimismo, en 1945 trabajó en la emisora como director el empresario de la comunicación y teatral Alejandro Romay. En 1947 la radio fue expropiada por el gobierno de Juan Domingo Perón, cambiando su nombre a LV12-Radio Independencia.
Por el Salón Auditórium transitaron diversos artistas como Palito Ortega, Mercedes Sosa, Los Tucu-Tucu, Los Cinco del Norte, Tito Segura, entre otros. En 1983 LV12 fue reprivatizada, pasando a pertenecer a Radiodifusora Independencia S.A. En 1985 la radio inauguró sus transmisiones en FM, que se llama hasta en la actualidad FMI (Frecuencia Modulada Independencia) en 98.9 mhz, en 2008 cambia a su actual frecuencia 99.1 mhz . La radio tuvo profesionales históricos en su plantel, como por ejemplo Jorge Bilotti, Cristina Ruesjas, Rubén "Charro" Paz, Osvaldo Massini, Juan Carlos Carrizo, Horacio González Rey, Eta Guzmán, Pablo Campos, Alfredo Chavarria, Fabián Del Pietro, Jorge Catalán, Carlos Bonilla, Mario Escobar, Rubén Carrizo, María de los Ángeles Jurado, Silvia Rolandi, Pepín Bulacio, Juan Carlos Golo, Beatriz Romay, Carlos Rojkés, Tina Gardella, Liliana Urueña, Julio Rómulo Potolicchio, Luis Rey, Rosita Yáñez, Roberto Laureano Lencina, Carlos Golobisky, Plácido Paz, entre otros. En 2006 LV12 se trasladó a su actual ubicación sobre calle Laprida 530, permaneciendo como una de las principales emisoras radiales de Tucumán.